# Савватий (Врабец)
Архиепи́скоп Савва́тий (в миру Анто́н-Ге́нрих Вячесла́вович Вра́бец, Антонин Йиндржих Врабец, чеш. Antonín Jindřich Vrabec; 3 февраля 1880, Жижков, королевство Богемия — 14 декабря 1959, Прага) — епископ Константинопольской православной церкви, архиепископ Пражский и всея Чехословакии.

## Биография
Родился 3 февраля 1880 года в семье часового мастера в Жижкове, близ Праги (ныне — район Праги).
Окончил техническое реальное училище в Каролиницах. В 1900 году приехал в Россию, где поступил в Уфимскую духовную семинарию.
В феврале 1902 года был пострижен в монашество и принял имя Савватий. В этом же году был рукоположён во диакона. В апреле 1907 года рукоположён в священника. В июне 1907 года окончил Киевскую духовную академию со степенью кандидата богословия.
В сентябре 1907 года стал духовником для чешских верующих на Волыни. С 1909 года преподавал в духовной семинарии в Клевани. В 1911 году там же стал ректором и игуменом, в 1914 году — архимандрит.
Во время первой мировой войны служил миссионером в чешской сухопутной армии на Волыни. В 1919 году — настоятель монастыря в Мельцах, в 1920 году — администратор Ковельского района и ректор Холмской духовной семинарии.
После 14 лет деятельности на Волыни 30 октября 1921 года возвратился в Прагу. На собрании Чешской религиозной православной общины в Праге 15 июня 1922 года избран кандидатом на должность епископа, что было утверждено министерством школ и народного просвещения. Чешская православная община обратилась к двум православным патриархам: к Сербскому Димитрию и к Константинопольскому Мелетию IV с просьбой посвятить Савватия во епископа. Ответа получено не было. (В сентябре 1921 года Сербская патриархия поставила во епископа Моравско-Силезского уроженца Моравии бывшего католического священника Горазда Павлика, бывшего тогда одним из лидеров Чехословацкой церкви).
После переговоров со Вселенской патриархией при поддержке чехословацкого правительства, 4 марта 1923 года в Константинополе патриархом Мелетием IV был хиротонисан во епископа и поставлен архиепископом Пражским и всея Чехословакии — с юрисдикцией над тремя епархиями: Пражской, Маришской, Карпаторусской (двумя днями ранее патриарх Мелетий и Синод Константинопольской церкви издали томос «О создании Православной Архиепископии в Чехословацкой Республике»). В результате, на территории Чехословакии возникли две православные юрисдикции: Сербская и Константинопольская. Богослужения последних проходили в церкви святого Николая на Старогородской площади. Перешедшее из униатства в православие карпаторусское духовенство в большинстве не признавало его, в значительной мере вследствие активной деятельности в Закарпатье сербского епископа Досифея (Васича).
Поддержка Савватия со стороны государственных органов Чехословакии вызвала протест со стороны правительства Королевства сербов, хорватов и словенцев (Королевство СХС), которое в январе 1924 года добилось согласия властей Чехословакии на слияние обеих структур под юрисдикцией Сербской патриархии, что однако не было осуществлено в полной мере.
В 1939 году архиепископ Савватий посетил Константинополь и гору Афон.
20 октября 1940 года приниял участие в хиротонии во епископа Илариона (Огиенко) для Польськой православной церкви.
По постановлению властей Протектората, в мае 1942 года был арестован и оставался до конца войны в концентрационном лагере Дахау.
После возвращения в Прагу к выполнению своих служебных обязанностей не допускался (в 1946 году Чешская Православная Церковь была включена в юрисдикцию Русской православной церкви). В 1948 году Савватий отказался от всех церковных званий в пользу советского архиепископа Елевферия (Воронцова) (Московский патриархат). 14 мая 1948 года архиепископ Савватий обратился к Патриарху Константинопольскому Максиму с просьбой о переходе под юрисдикцию РПЦ. Синод Константинпольского Патриархата, рассмотрев эту просьбу, решил отвергнуть её как неканоническую и потому неприемлемую, что было изложено в официальном письме от 24 августа 1948 года. Жил в  Праге «под пристальным наблюдением органов государственной безопасности, получая денежное пособие как бывший узник Дахау»
Скончался 14 декабря 1959 года в Праге. Его отпевание совершил митрополит Пражский Иоанн (Кухтин). Похоронен архиепископ Савватий на православном участке Ольшанского кладбища в Праге.